# Protoconque
La protoconque, est souvent la coquille larvaire et parfois embryonnaire de certains mollusques. 

## Caractéristiques
Elle disparaît au cours du développement ou devient la loge initiale de la coquille des mollusques à coquille. L'étude de la protoconque permet de déterminer si la larve est planctotrophe, se nourrissant dans la colonne d'eau, ou non-planctotrophe, utilisant ses réserves vitellines pour sa croissance jusqu'à sa métamorphose : la taille de celle-ci étant positivement corrélée au temps de survie de celle-ci dans le plancton, les larves planctotrophes ont une protoconque de deux tours de spirale, les secondes des protoconques comptant 0,5 à 1,5 tours.

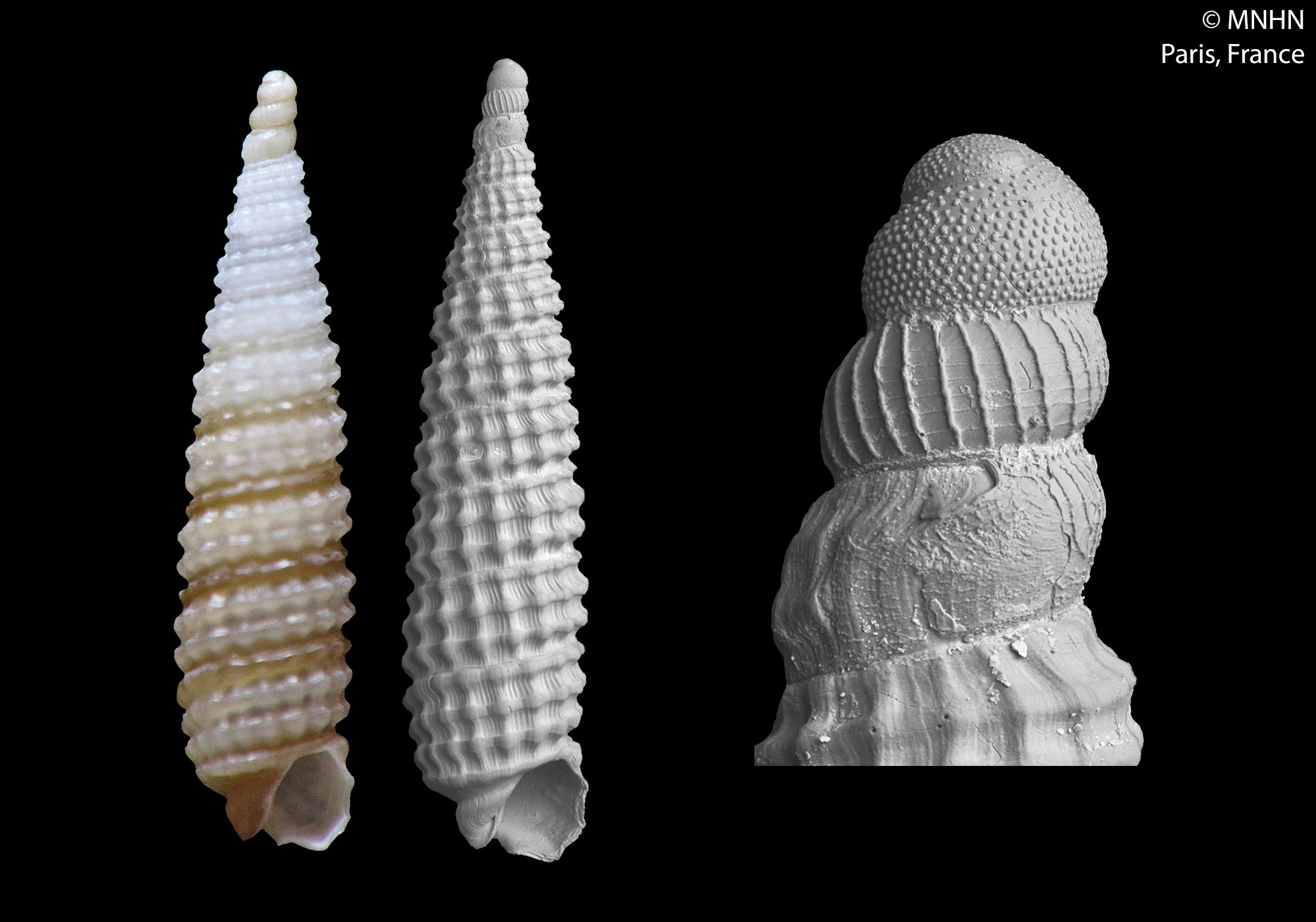
Holotype (spécimen de référence) de Prolixodens whaaporum, avec un gros-plan sur la protoconque (Muséum National d'Histoire Naturelle, Paris).